# Área de conservación regional Bosques Secos Interandinos de Cutervo
El Área de conservación regional Bosques Secos Interandinos de Cutervo es una área protegida en el Perú que se encuentra en el departamento de Cajamarca. Fue creada el 17 de mayo de 2025 mediante la publicación del Decreto Supremo n.º 008-2025-MINAM.